# تنظيم الدولة الإسلامية - ولاية نجد

إعلام ولاية نجد يتبنى إحدى العمليات

تنظيم الدولة الإسلامية - ولاية نجد هي ولاية أو فرع تنظيم الدولة الإسلامية الذي ينشط في المملكة العربية السعودية.

## نشأته
أعلن عن ظهورها في نوفمبر من عام 2014 حيث أعلن أبو بكر البغدادي في تسجيل صوتي عن امتداد ما وصفه بدولة الخلافة إلى السعودية وبلدان أخرى وعن قبوله بيعة المسلمين له في تلك البلدان وقال البغدادي في التسجيل الصوتي 
| تنظيم الدولة الإسلامية - ولاية نجد | نبشركم بإعلان تمدد الدولة الإسلامية إلى بلدان جديدة، إلى بلاد الحرمين (السعودية) واليمن وإلى مصر وليبيا والجزائر، ونعلن قبول بيعة من بايعنا من إخواننا في تلك البلدان، وإلغاء اسم الجماعات فيها، وإعلان ولايات جديدة للدولة الإسلامية وتعيين ولاة عليها، وكما نعلن قبول بيعة من بايعنا من الجماعات والأفراد في جميع تلك الولايات المذكورة وغيرها، ونطلب من كل فرد اللحاق بأقرب ولاية إليه، وعليه السمع والطاعة لواليها المكلف من قبلنا | تنظيم الدولة الإسلامية - ولاية نجد |

 و قد طالب أبو بكر البغدادي في التسجيل الصوتي المنشور من أتباعه وأنصاره في السعودية بإستهداف الشيعة السعوديين و الأسرة الحاكمة آل سعود و العسكريين السعوديين والأجانب غير المسلمين المقيمين في السعودية خصوصاً مواطني الولايات المتحدة و دول الإتحاد الأوروبي

## عملياته
| العملية                     | التاريخ        | المكان           | القتلى                     |
| --------------------------- | -------------- | ---------------- | -------------------------- |
| حادثة الدالوة               | 3 نوفمبر 2014  | الدالوة، الأحساء | 8                          |
| تفجير مسجد الإمام علي       | 22 مايو 2015   | القديح، القطيف   | 22                         |
| تفجير مسجد الإمام الحسين    | 29 مايو 2015   | الدمام           | 4                          |
| تفجير مسجد الإمام الصادق    | 26 يونيو 2015  | مدينة الكويت     | 27                         |
| تفجير الحائر                | 16 يوليو 2015  | الحائر، الرياض   | 1 (جريمة قتل، فشل التفجير) |
| تفجير مسجد قوات الطوارئ     | 6 أغسطس 2015   | أبها، عسير       | 15                         |
| حادثة سيهات                 | 16 أكتوبر 2015 | سيهات، القطيف    | 5                          |
| تفجير مسجد المشهد           | 26 أكتوبر 2015 | نجران            | 2                          |
| تفجير مسجد الامام الرضا     | 28 يناير 2016  | المبرز           | 5                          |
| تفجير مركز شرطة مدينة الدلم | 2 أبريل 2016   | الدلم            | 1                          |

## ولايات أخرى داخل السعودية
قامت  ولاية نجد بالعديد من الهجمات في العاصمة الرياض و المنطقة الشرقية من السعودية و إمتدت حتى عملياتها إلى الكويت و تبنت تفجير مسجد الإمام الصادق ، في حين تبنت العمليات في عسير في تفجير مسجد قوات الطوارئ و في نجران في تفجير مسجد المشهد تبنتها ولاية الحجاز ، أما في حادثة سيهات تبنتها ولاية البحرين

## النشاط الإعلامي
أصدر تنظيم ولاية نجد العديد من البيانات المكتوبة التي تحمل اسمه على شبكة الإنترنت وأعلن من خلال هذه البيانات مسؤليته عن بعض العمليات، كما قام بنشر بعض التسجيلات الصوتية أبرزها تسجيل حمل عنوان «إنما المشركون نجس» دعى فيه إلى إخراج الشيعة السعوديين والخليجيين من منطقة شبه الجزيرة العربية بوصفهم مشركين، كما قام بنشر صور بعض منفذي العمليات ونشر وصاياهم عن طريق تسجيلات صوتية.